# 石狩挽歌
「石狩挽歌」（いしかりばんか）は、1975年（昭和50年）6月25日に発売された北原ミレイの8枚目のシングル。

## 解説
なかにし礼作詞、浜圭介作曲。同年の日本作詩大賞の作品賞を受賞した。
2007年発売のシングル「雨の思い出」のカップリング、及び2008年発売のアルバム「全曲集〜雨の思い出〜」には、曲調の早い3分30秒ほどの新録音バージョンが収録されている。
挽歌とはエレジー、つまり悲しみを表現した歌のことである。
石狩の海の鰊漁を舞台に、大きな夢を見て それをつかめないままに終わってしまう男、そんな男と人生をともにする女の気持ちが、鮮やかな情景とともにうたわれている。
なかにし礼自身の幼少時の体験、兄に対する複雑な気持ち、人生に対する想いが織り込まれている。なかにし礼には、15歳年上の、破滅傾向で疫病神のような兄・正一がおり、その兄が引き起こすトラブルや葛藤が人生にしつこくつきまとった。幼少時、なかにし家は貧困の中にあり、兄はバクチのような鰊漁を行ったことがあり、せっかく大漁に恵まれたのに、それで満足せず、わざわざ本州まで運んで高く売ろうとしたために、結局せっかくの鰊も腐らせてしまい、全てを失い膨大な借金だけが残ってしまった。そして一家は離散することになった。なかにしの内にある、そうした原体験とでも呼べるようなものがこの歌には込められているのである。
ある時期、なかにし礼は作詞に行き詰まっていたが、そこに兄が現れ、兄自身が「鰊のことを書けばいいじゃないか」と言ったという。そうしてこの作品は生まれた。ただし、こうした体験をただそのまま表現しただけでは なかにしの体験をしていない人の心にはすんなり響かないだろうから、聞く人と気持ちを共有できる言葉を詩に織り込んだ、といった主旨のことを なかにし礼はあるテレビ番組のカメラに向かい語っていたことがある。
歌詞には貨客船の笠戸丸、オタモイ岬（小樽市）の鰊御殿が登場し、この曲が発表された1975年当時はニシン漁も不振で、鰊御殿は寂れて「オンボロロ…」と歌われている。
ヒット当時に北原歌唱版のものが有線放送でさかんに流れ一気に日本人の心に焼きつき、また八代亜紀もテレビで歌唱、その後も石川さゆりや坂本冬美らによるカバーなどもテレビで視聴され、氷川きよしなど若手の歌手も歌うなど、多くの歌手によって歌われている。

## 歌碑
小樽市の西北に位置する祝津岬にある鰊御殿の旧青山別邸（小樽市祝津3丁目63）には、石狩挽歌の記念石碑と なかにし礼直筆の歌碑がある。

## 収録曲
- 全曲作詞：なかにし礼／作曲：浜圭介

A面
1. 石狩挽歌
編曲：馬飼野俊一

B面
1. 別れのビギン
編曲：森岡賢一郎

## カバー
- 八代亜紀
- 森昌子
- 石川さゆり
- 坂本冬美
- 細川たかし
- 氷川きよし
- 石原詢子 -CD-BOX『石原詢子 時代の歌』に収録。
- 門倉有希
- 水森かおり
- 新井英一
- 中森明菜
- 舟木一夫
- 野路由紀子
- 憂歌団
- 岩佐美咲
- なつこ
- 梅谷心愛

他多数